# Tutaevsky (huyện)
Huyện Tutaevsky (tiếng Nga: ? райо́н) là một huyện hành chính tự quản (raion), của Tỉnh Yaroslavl, Nga. Huyện có diện tích 1434 km², dân số thời điểm ngày 1 tháng 1 năm 2000 là 17800 người. Trung tâm của huyện đóng ở Tutaev.